# Sauro
Sauro ist ein italienischer männlicher Vorname, der auch als  Familienname vorkommt.

## Namensträger

### Vorname
- Sauro Donati (* 1959), italienischer Amateurastronom und Asteroidenentdecker
- Sauro Scavolini (1934–2022), italienischer Drehbuchautor und Filmregisseur
- Sauro Tomà (1925–2018), italienischer Fußballspieler

### Familienname
- Gastón Sauro (* 1990), italienisch-argentinischer Fußballspieler
- Nazario Sauro (1880–1916), italienischer Marineoffizier und Irredentist